# 安茂里駅

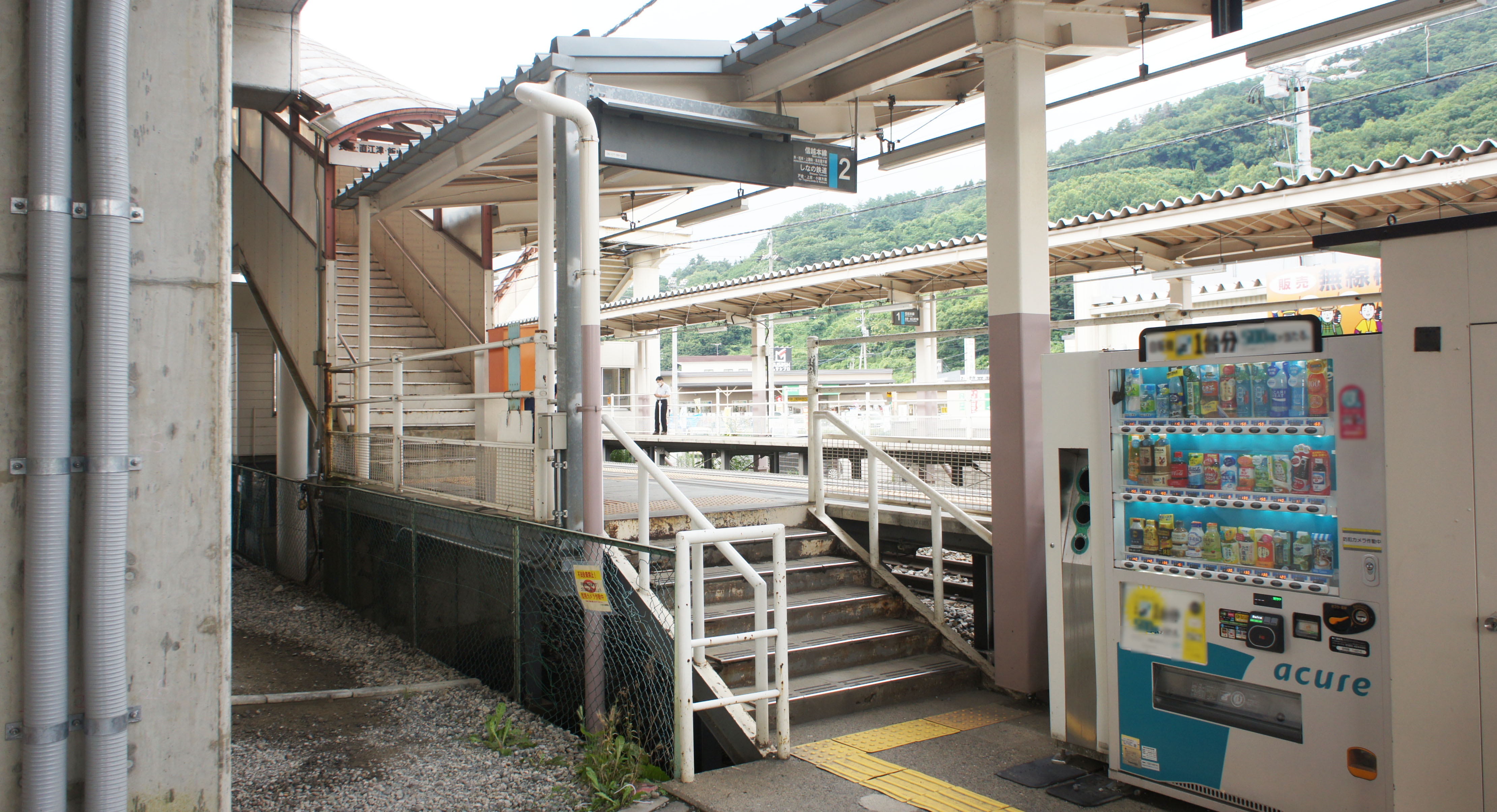
上り線出入口（2021年7月）

安茂里駅（あもりえき）は、長野県長野市大字安茂里にある、東日本旅客鉄道（JR東日本）信越本線の駅である。

## 歴史
- 1985年（昭和60年）3月14日：無人駅として開業[1][2]。近隣企業や住民から寄付を受けて開設された[1][3]。
- 1987年（昭和62年）
  - 2月末：駅員配置駅に格上げ[2]。
  - 4月1日：国鉄分割民営化により、JR東日本の駅となる[3]。
- 2025年（令和7年）
  - 2月以降：駅番号にSE 12を設定[4]。
  - 3月15日：終日無人化[5]。ICカード「Suica」の利用が可能となる[6][7]。東京近郊区間に編入される[6]。

## 駅構造
相対式ホーム2面2線を有する地上駅である。跨線橋を有している。また、上りホーム、下りホームの双方に出入口がある。
長野駅管理の無人駅である。直営駅時代は、管理駅である長野駅から派遣された社員が出札業務を行っていた。上りホーム上とかつて下りホーム側出入口付近にあった窓口と有人改札を備えた小屋の跡地に、入出場両用の簡易Suica改札機が設置されている。
なお、南側の高架部には北陸新幹線が通っている。

### のりば
| 番線 | 路線          | 方向 | 行先                     |
| ---- | ------------- | ---- | ------------------------ |
| 1    | 信越本線      | 下り | 長野方面                 |
| 2    | 篠ノ井線      | 上り | 篠ノ井・松本・上諏訪方面 |
| 2    | ■しなの鉄道線 | 上り | 上田・小諸・軽井沢方面   |

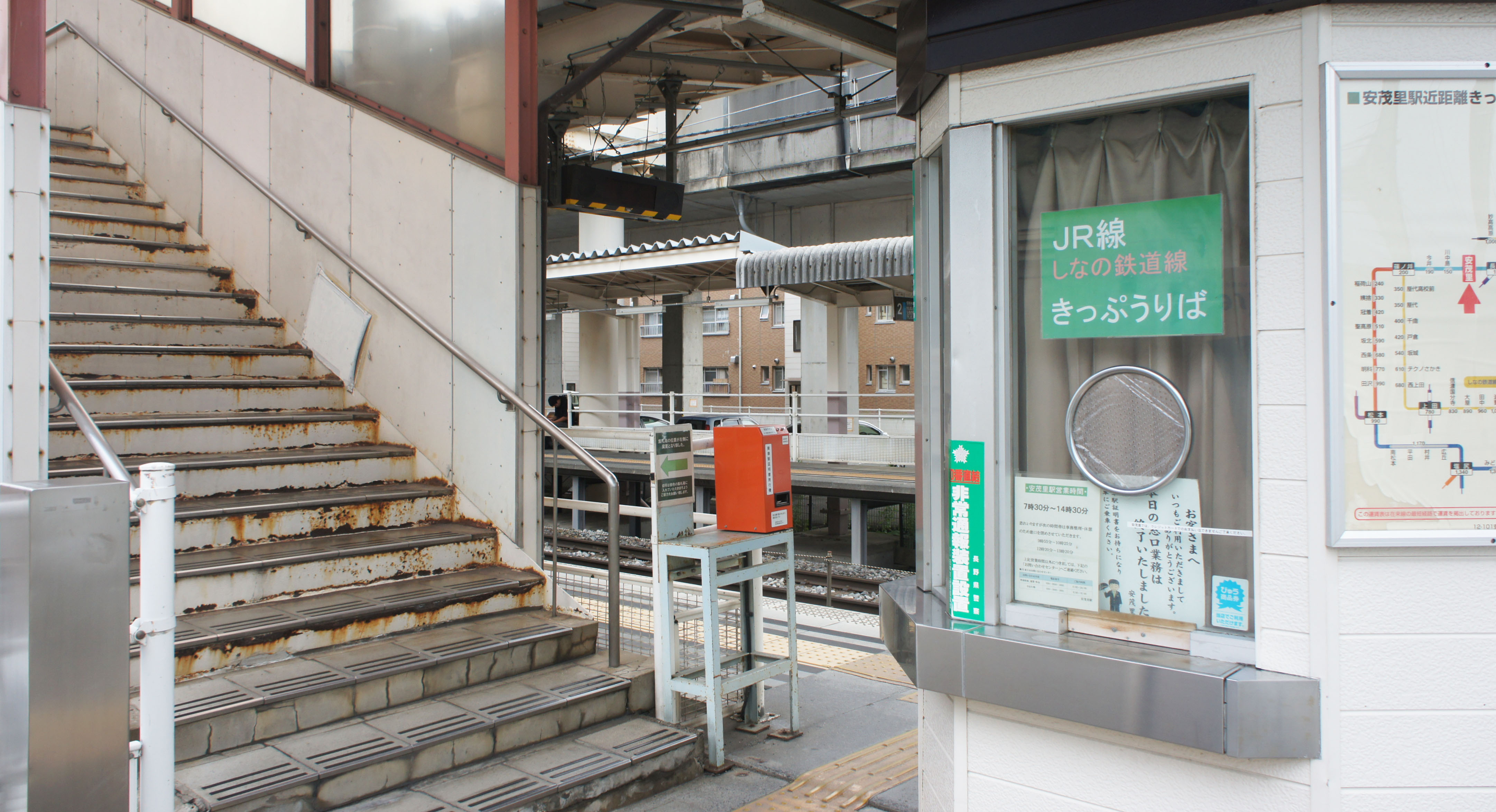
改札口（2021年7月）
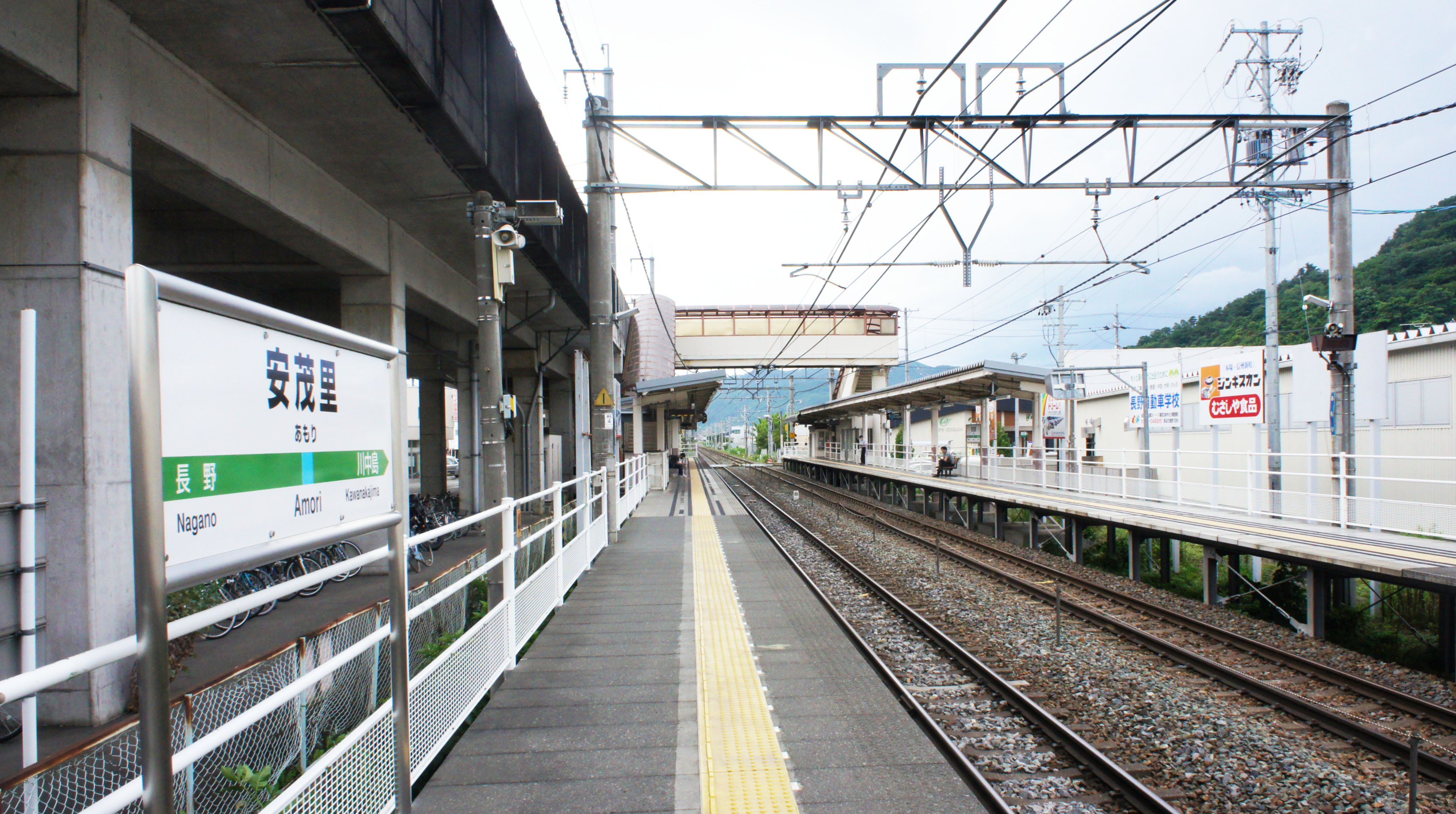
ホーム（2021年7月）

## 利用状況
JR東日本によると、2023年度（令和5年度）の1日平均乗車人員は947人である。
2000年度（平成12年度）以降の推移は以下のとおりである。
| 1日平均乗車人員推移 | 1日平均乗車人員推移 | 1日平均乗車人員推移 | 1日平均乗車人員推移 | 1日平均乗車人員推移 |
| 年度                | 定期外              | 定期                | 合計                | 出典                |
| ------------------- | ------------------- | ------------------- | ------------------- | ------------------- |
| 2000年（平成12年）  |                     |                     | 1,024               | [ 利用客数 2 ]      |
| 2001年（平成13年）  |                     |                     | 1,009               | [ 利用客数 3 ]      |
| 2002年（平成14年）  |                     |                     | 987                 | [ 利用客数 4 ]      |
| 2003年（平成15年）  |                     |                     | 1,025               | [ 利用客数 5 ]      |
| 2004年（平成16年）  |                     |                     | 1,050               | [ 利用客数 6 ]      |
| 2005年（平成17年）  |                     |                     | 1,097               | [ 利用客数 7 ]      |
| 2006年（平成18年）  |                     |                     | 1,087               | [ 利用客数 8 ]      |
| 2007年（平成19年）  |                     |                     | 1,034               | [ 利用客数 9 ]      |
| 2008年（平成20年）  |                     |                     | 1,030               | [ 利用客数 10 ]     |
| 2009年（平成21年）  |                     |                     | 1,016               | [ 利用客数 11 ]     |
| 2010年（平成22年）  |                     |                     | 1,046               | [ 利用客数 12 ]     |
| 2011年（平成23年）  |                     |                     | 1,058               | [ 利用客数 13 ]     |
| 2012年（平成24年）  | 230                 | 832                 | 1,063               | [ 利用客数 14 ]     |
| 2013年（平成25年）  | 228                 | 855                 | 1,083               | [ 利用客数 15 ]     |
| 2014年（平成26年）  | 204                 | 828                 | 1,032               | [ 利用客数 16 ]     |
| 2015年（平成27年）  | 222                 | 836                 | 1,059               | [ 利用客数 17 ]     |
| 2016年（平成28年）  | 220                 | 852                 | 1,073               | [ 利用客数 18 ]     |
| 2017年（平成29年）  | 225                 | 853                 | 1,079               | [ 利用客数 19 ]     |
| 2018年（平成30年）  | 215                 | 840                 | 1,056               | [ 利用客数 20 ]     |
| 2019年（令和元年）  | 196                 | 824                 | 1,021               | [ 利用客数 21 ]     |
| 2020年（令和02年）  | 132                 | 754                 | 887                 | [ 利用客数 22 ]     |
| 2021年（令和03年）  | 138                 | 760                 | 898                 | [ 利用客数 23 ]     |
| 2022年（令和04年）  | 137                 | 821                 | 958                 | [ 利用客数 24 ]     |
| 2023年（令和05年）  | 124                 | 823                 | 947                 | [ 利用客数 1 ]      |

## 駅周辺
- 長野県長野工業高等学校[1]
- 県営犀北団地
- JAながの安茂里支所
- 八十二銀行安茂里支店
- 犀川
- 国道19号
- デリシア安茂里店
- ムサシプロ安茂里店

## バス路線
西河原
駅北の国道19号上に位置する。
- アルピコ交通長野支社
  - 25：長野駅／小市団地 - 土曜休日運休[9]
  - 26：善光寺大門／大原橋・犀峡高校[10]
  - 27：善光寺大門／高府・初引[11]

宮沖団地西
駅南の市道上に位置する。
- アルピコ交通長野支社
  - 22：長野駅／長野工業高校前[12]

## 隣の駅
東日本旅客鉄道（JR東日本）
 信越本線・ 篠ノ井線・■しなの鉄道線（篠ノ井線・しなの鉄道線は篠ノ井駅 - 当駅間JR信越本線）
□快速
通過
■普通（「みすず」含む）
川中島駅 (SE 11) - 安茂里駅 (SE 12) - 長野駅 (SE 13)

### 記事本文
1. 1 2 3 4 5 6 7 8 9 10 11 12  信濃毎日新聞社出版部『長野県鉄道全駅 増補改訂版』信濃毎日新聞社、2011年7月24日、23頁。ISBN 9784784071647。
2. 1 2  『鉄道ジャーナル』第21巻第5号、鉄道ジャーナル社、1987年4月、104頁。
3. 1 2  曽根悟（監修） 著、朝日新聞出版分冊百科編集部 編『週刊 歴史でめぐる鉄道全路線 国鉄・JR』 11号 信越本線、朝日新聞出版〈週刊朝日百科〉、2009年9月20日、25頁。
4. ↑  『JR東日本長野支社管内へ「駅ナンバリング」を拡大します』（PDF）（プレスリリース）東日本旅客鉄道長野支社、2024年12月13日。オリジナルの2024年12月13日時点におけるアーカイブ。2024年12月16日閲覧。
5. ↑  “駅の情報（安茂里駅）：JR東日本”.   東日本旅客鉄道. 2025年2月15日時点のオリジナルよりアーカイブ。2025年2月15日閲覧。
6. 1 2  『2025年3月15日（土）長野県のSuica利用がますます便利になります』（PDF）（プレスリリース）東日本旅客鉄道長野支社、2024年12月13日。オリジナルの2024年12月13日時点におけるアーカイブ。2024年12月16日閲覧。
7. ↑  『長野県におけるSuicaご利用駅の拡大について』（PDF）（プレスリリース）東日本旅客鉄道長野支社、2023年6月20日。オリジナルの2023年6月20日時点におけるアーカイブ。2023年6月20日閲覧。
8. 1 2  “JR東日本：駅構内図・バリアフリー情報（安茂里駅）”.   東日本旅客鉄道. 2025年5月11日閲覧。
9. ↑  “一般路線バス（【25】長野 - 小市）”.   アルピコ交通. 2025年5月11日閲覧。
10. ↑  “一般路線バス（【26】長野 - 信州新町）”.   アルピコ交通. 2025年5月11日閲覧。
11. ↑  “一般路線バス（【27】長野 - 中条 - 高府）”.   アルピコ交通. 2025年5月11日閲覧。
12. ↑  “一般路線バス（【22】長野 - 犀北団地）”.   アルピコ交通. 2025年5月11日閲覧。

### 利用状況
1. 1 2  “各駅の乗車人員（2023年度）”.   東日本旅客鉄道. 2024年7月20日閲覧。
2. ↑  “各駅の乗車人員（2000年度）”.   東日本旅客鉄道. 2019年3月26日閲覧。
3. ↑  “各駅の乗車人員（2001年度）”.   東日本旅客鉄道. 2019年3月26日閲覧。
4. ↑  “各駅の乗車人員（2002年度）”.   東日本旅客鉄道. 2019年3月26日閲覧。
5. ↑  “各駅の乗車人員（2003年度）”.   東日本旅客鉄道. 2019年3月26日閲覧。
6. ↑  “各駅の乗車人員（2004年度）”.   東日本旅客鉄道. 2019年3月26日閲覧。
7. ↑  “各駅の乗車人員（2005年度）”.   東日本旅客鉄道. 2019年3月26日閲覧。
8. ↑  “各駅の乗車人員（2006年度）”.   東日本旅客鉄道. 2019年3月26日閲覧。
9. ↑  “各駅の乗車人員（2007年度）”.   東日本旅客鉄道. 2019年3月26日閲覧。
10. ↑  “各駅の乗車人員（2008年度）”.   東日本旅客鉄道. 2019年3月26日閲覧。
11. ↑  “各駅の乗車人員（2009年度）”.   東日本旅客鉄道. 2019年3月26日閲覧。
12. ↑  “各駅の乗車人員（2010年度）”.   東日本旅客鉄道. 2019年3月26日閲覧。
13. ↑  “各駅の乗車人員（2011年度）”.   東日本旅客鉄道. 2019年3月26日閲覧。
14. ↑  “各駅の乗車人員（2012年度）”.   東日本旅客鉄道. 2019年3月26日閲覧。
15. ↑  “各駅の乗車人員（2013年度）”.   東日本旅客鉄道. 2019年3月26日閲覧。
16. ↑  “各駅の乗車人員（2014年度）”.   東日本旅客鉄道. 2019年3月26日閲覧。
17. ↑  “各駅の乗車人員（2015年度）”.   東日本旅客鉄道. 2019年3月26日閲覧。
18. ↑  “各駅の乗車人員（2016年度）”.   東日本旅客鉄道. 2019年3月26日閲覧。
19. ↑  “各駅の乗車人員（2017年度）”.   東日本旅客鉄道. 2019年3月26日閲覧。
20. ↑  “各駅の乗車人員（2018年度）”.   東日本旅客鉄道. 2019年7月11日閲覧。
21. ↑  “各駅の乗車人員（2019年度）”.   東日本旅客鉄道. 2020年7月13日閲覧。
22. ↑  “各駅の乗車人員（2020年度）”.   東日本旅客鉄道. 2021年7月24日閲覧。
23. ↑  “各駅の乗車人員（2021年度）”.   東日本旅客鉄道. 2022年8月7日閲覧。
24. ↑  “各駅の乗車人員（2022年度）”.   東日本旅客鉄道. 2023年7月11日閲覧。